# Gölan
Gölan är en sjö i Botkyrka kommun i Södermanland som ingår i Tyresån-Trosaåns kustområde. Sjöns area är 0,017 kvadratkilometer och den befinner sig 13 meter över havet.
Gölan ligger intill korsningen mellan länsväg 225 och södra stambanan i Botkyrka kommun. Sjön är en del av Kagghamraåns sjösystem och har genom Axån förbindelse med Malmsjön och Axaren. Gölan tillhör Nolinge gård.
Under 1800-talet sänktes nivån i sjöarna längst Axån–Skälbyån. Längs den gamla strandlinjen ligger två gravfält från yngre järnåldern. Vid ett av dem står Nolingestenen som är en runsten.
Gölan har höga halter av fosfor och kväve, men håller tack vare god buffringsförmåga höga pH-värden.